# Sam Nujoma
Sam Nujoma, właśc. Samuel Daniel „Shafiishuna” Nujoma (ur. 12 maja 1929 w Ongandjera w rejonie Omusati, zm. 8 lutego 2025 w Windhuku) – namibijski polityk, w latach 1990–2005 pierwszy prezydent niepodległej Namibii.

## Życiorys
Pochodził z ludu Owambo. Od młodości działał w ruchu zwalczającym apartheid, w 1960 wyemigrował. Rezydował w Lusace w Zambii, skąd kierował Organizacją Ludu Afryki Południowo-Zachodniej (SWAPO). Powrócił na terytorium Namibii we wrześniu 1989 i 16 lutego 1990 został wybrany przez Zgromadzenie Konstytucyjne na pierwszego prezydenta niepodległego państwa. Wcześniejsze wybory powszechne, zakończone zwycięstwem SWAPO, nadzorowała ONZ, a jej sekretarz generalny Javier Perez de Cuellar przyjął od Nujomy przysięgę prezydencką 21 marca 1990.
Po upływie drugiej kadencji prezydenckiej zmieniono konstytucję, dzięki czemu Nujoma mógł ubiegać się o stanowisko po raz kolejny w 1999; wygrał wybory ze zdecydowanym poparciem ponad 75% głosów. Nie wziął już udziału w kolejnej kampanii w listopadzie 2004, a wybory wygrał jego współpracownik Hifikepunye Pohamba, który został zaprzysiężony w marcu 2005. 29 listopada 2007 Nujoma ustąpił ze stanowiska przewodniczącego SWAPO.
Jako prezydent podjął reformę własności ziemskiej; przejmowanie ziemi przez czarnych mieszkańców miało mniej gwałtowny charakter niż w Zimbabwe, ale sam Nujoma publicznie wypowiadał się pozytywnie o prezydencie Robercie Mugabe, znajdującym się pod ostrzałem zachodniej krytyki.

## Śmierć i pogrzeb
Zmarł 8 lutego 2025 w szpitalu w Windhoek, gdzie przez poprzednie trzy tygodnie przebywał z powodu choroby, miał 95 lat. Rząd Namibii ogłosił okres żałoby narodowej po jego śmierci, od 9 lutego do dnia pogrzebu 1 marca. Pogrzeb Nujomy odbył się 1 marca w Heroes' Acre, i został ogłoszony dniem wolnym od pracy. Afrykański Kongres Narodowy w Republice Południowej Afryki opuścił flagi swojej partii do połowy masztu na znak żałoby po śmierci Nujomy, a Mozambik i Kuba ogłosiły trzy dni żałoby narodowej.

## Odznaczenia
- Wielki Łańcuch Orderu Wolności (Portugalia, 1995)[14]
- Złoty Order Towarzyszy O. R. Tambo (Południowa Afryka, 2018)[15]